# Жан-Луї Адан
Жан-Луї Адан, іноді також Адам (фр. Jean Louis Adam; 3 грудня 1758, Мюттерсольц, Ельзас, Французьке королівство — 8 квітня 1848, Париж, Французьке королівство) — французький піаніст, композитор і музичний педагог. Батько композитора Адольфа Адана.

## Біографія
Жан-Луї Адан народився 3 грудня 1758 року в Ельзасі. Син Матіаса Адама і Марії-Доротеї Меєр. У 1775 році переїхав до Парижа, щоб вчитися у Жана Фредеріка Едельмана. Був популярним піаністом, написав ряд фортеп'янних творів, проте справжню відомість здобув як музичний педагог, професор Паризької консерваторії з 1797 по 1842 рік. Серед його численних учнів — Фрідріх Калькбреннер, Фердінан Герольд та інші. У 1802 році він одружився зі своєю ученицею Елізою Кості, донькою відомого лікаря. Після року шлюбу у них народився син Адольф (нар. 24 липня 1803 року).
У 1829 році йому присвоєно Орден почесного легіону Франції.
Два підручника з фортеп'яно, опубліковані Аданом (фр. Méthode ou principe générale du doigté pour le Forté-piano; 1798 і фр. Méthode nouvelle pour le Piano; 1802), були досить популярними, другий з них був перевиданий в 1826 році у Відні в перекладі Карла Черні.

## Твори
• Шість сонат для клавесина або фортеп'яно та віолончелі тв. 2, опубліковано в 1778 році мадам Ле Маршан в Парижі
• Тріо-соната для клавесина чи фортеп'яно з віолончеллю та контрабасом тв. 3, опубліковано в 1781 році мадам Ле Маршан в Парижі